# Tegenaria comstocki
Espèce
Tegenaria comstocki est une espèce d'araignées aranéomorphes de la famille des Agelenidae.

## Distribution
Cette espèce est endémique du Madhya Pradesh en Inde,. Elle se rencontre dans les Bargi Hills.

## Description
La femelle holotype mesure 7,7 mm.

## Étymologie
Cette espèce est nommée en l'honneur de John Henry Comstock.

## Publication originale
- Gajbe, 2004 : Spiders of Jabalpur, Madhya Pradesh (Arachnida: Araneae). Records of the Zoological Survey of India, occasional paper, no 227, p. 1-154 (texte intégral).